# Vissza hozzád (film)
A Vissza hozzád (eredeti cím: The Best of Me) 2014-ben bemutatott amerikai romantikus filmdráma, melyet Michael Hoffman rendezett. A forgatókönyvet Will Fetters és J. Mills Goodloe írta, Nicholas Sparks 2011-es, azonos című regénye alapján. A főbb szerepekben James Marsden, Michelle Monaghan, Luke Bracey és Liana Liberato látható. 
Az Amerikai Egyesült Államokban 2014. október 17-én mutatták be. Magyarországon egy nappal hamarabb, október 16-án került a mozikba szinkronizálva, a Fórum Hungary forgalmazásában.

## Rövid történet
Egy volt középiskolai szerelmespár sok év után újra találkozik, hogy ismét meglátogassák kis szülővárosukat.

## Cselekmény
A film Dawson és Amanda történetének 1992-es kapcsolatát és jelenlegi külön életük jeleneteit váltogatva mutatja be.
Dawson Cole egy olajfúrótornyon dolgozik Louisiana partjainál. A munkahelyén majdnem megöli egy bekövetkezett robbanás, ami végül a vízbe dobja, de csodával határos módon túléli. Hónapokkal később, miután felépült, a férfi megtudja, hogy közeli barátja és pót-apja, Tuck meghalt, majd közel húsz év után először tér haza, hogy teljesítse Tuck utolsó kívánságát.
Amikor megérkezik a házba, Dawson meglepődik Tuck intézkedésén, hogy Dawson középiskolai barátnője, Amanda is csatlakozzon hozzá. Úgy tűnik, Tuck szándéka az volt, hogy Dawson és Amanda között ismét kialakuljon egykori románcuk. Amanda azonban már férjnél van.
Dawson egy hírhedt bűnöző családba született, ahol az apja folyamatosan bántalmazta. Visszatekintésekből kiderül, hogy tinédzserként elhagyta apja otthonát, és Tuck Hostetler garázsában éjszakázott. Tuck, a helyi szerelő, aki nemrég vesztette el a feleségét, megengedte Dawsonnak, hogy vele éljen, és végül saját fiának tekintette.
Dawson és Amanda ugyanabba a középiskolába jártak, és randizni kezdtek, hamar egymásba szerettek. A szalagavató előtt Dawson apja és testvérei megverték Tuckot. Dawson feldühödve elment az apja házához azzal a szándékkal, hogy megölje őt Tuck puskájával. Azonban összeverekedtek, és Dawson unokatestvérét, egy várandós tini apát véletlenül megölték. Az enyhébb büntetésért cserébe Dawson tanúskodott apja és testvérei ellen. Mivel Dawson csak négy év múlva kerülhetett volna feltételesen szabadlábra, megszakította a kapcsolatot Amandával, és arra kényszerítette, hogy a főiskolát válassza a vele való együttélés helyett.
Tuck halála után Amanda és Dawson találkozik Tuck ügyvédjével, és megtudják, hogy Tuck hamvait egy házikóban fogják szétszórni, amelyet a feleségével együtt birtokolt. Később Dawson és Amanda egy szenvedélyes éjszakát töltenek együtt. Együtt ebédelnek és megbeszélik terveiket, melynek során Dawson megtudja, hogy Amanda továbbra is próbálta meglátogatni őt a börtönben. Másnap Amanda úgy dönt, hogy visszatér a családjához és a nem tökéletes házasságához, hogy teljesítse családi kötelezettségeit.
Amikor Amanda hazamegy, Dawson Tucknál marad, hogy helyreállítsa a kertet. A nő később azonban úgy dönt, hogy szakít a férjével, és Dawsonnak hangüzenetet hagy, amelyben kifejezi szerelmét. Mielőtt még bármi történhetne közöttük, Dawsont megtámadják és majdnem megölik a testvérei, miután kis híján egy mozgó vonat elé tolták autójukkal. Dawson kiüti a testvéreit, de miután hívja a 911-et, az apja a síneken túlról lelövi.
Közben Amandát felhívják, hogy a fia autóbalesetet szenvedett. A kórházba érve az orvos közli vele, hogy új szívre van szüksége. Még aznap este az orvosok közlik vele, hogy találtak egy donort. Amanda alvás közben azt álmodja, hogy Dawson az ágya szélén ül, de felriad, mert az édesanyja csenget, aki azért jött, hogy elmondja, Dawsont az apja lelőtte és meghalt.
Egy évvel később Amandát felhívja a fia, hogy megtudta, ki volt a donor, és hogy talán ismerte őt: Dawson Cole. Ennek hallatán megdöbbenve és boldogan tér vissza a házba, ahol Tuck hagyta őket. Ott olvassa el a levelet, amit Dawson hagyott neki, és amiben kifejezi, mennyire szereti őt. Sétát tesz a kertben, amelyet Dawson a halála előtt gyönyörűen berendezett neki.

## Szereplők
(A szereposztás mellett a magyar hangok feltüntetve)
- James Marsden – Dawson Cole – Dózsa Zoltán
  - Luke Bracey – Dawson fiatalon – Fehér Tibor
- Michelle Monaghan – Amanda Collier-Reynolds – Pikali Gerda
  - Liana Liberato – Amanda fiatalon – Czető Zsanett
- Sebastian Arcelus – Frank Reynolds – Bordás János
- Gerald McRaney – Tuck Hostetler – Szélyes Imre
- Sean Bridgers – Tommy Cole – Mikula Sándor
- Rob Mello – Ted Cole – György-Rózsa Sándor
- Hunter Burke – Abee Cole – Barabás Kiss Zoltán
- Jon Tenney – Harvey Collier – Juhász György
- Caroline Goodall – Evelyn Collier – Andresz Kati
- Ian Nelson – Jared Reynolds – Timon Barna
- Schuyler Fisk – April idősen – Kraszkó Zita
- Robby Rasmussen – Bobby Cole / Aaron Cole – Markovics Tamás
- Julia Lashae – Clara

## Filmkészítés
2011. június 17-én a Warner Bros. megvásárolta Nicholas Sparks Vissza hozzád című regényének megfilmesítési jogait. 2012. március 15-én bejelentették, hogy a stúdió J. Mills Goodloe forgatókönyvírót bízta meg a könyv adaptálásával.
A forgatás 2014. március 6-án kezdődött New Orleansban (Louisiana), ahol 42 napot forgattak. Április 30-án és május 1-jén a forgatásra a belvárosi Covington területén került sor. A forgatás a louisianai Pearl River egyes részein is zajlott.
2014. június 27-én jelentették be, hogy Aaron Zigman zeneszerző fogjaszerezni a film zenéjét.

## Számlista
A film soundtrack-albuma 2014. október 7-én jelent meg:, elsősorban a country zene műfajából származó eredeti zenék hallhatók, amelyeket olyan előadók rögzítettek, mint Lady Antebellum, Hunter Hayes, David Nail, Colbie Caillat, Kip Moore, Eli Young Band, Eric Paslay, Thompson Square, and Thomas Rhett. A Lady Antebellum "I Did with You" című száma 2014. szeptember 8-án jelent meg a filmzene első promóciós kislemezeként. A együttes másik közreműködése, a "Falling for You" szintén megtalálható az ötödik stúdióalbumuk, a 747 című kiadásán.
A címeket és az előadóművészeket a Taste of Country adta ki.
| #   | Cím               | Előadó(k)              | Hossz |
| --- | ----------------- | ---------------------- | ----- |
| 1.  | I Did with You    | Lady Antebellum        | 3:15  |
| 2.  | Dream Girl        | Hunter Hayes           | 3:39  |
| 3.  | Hold On           | SHEL and Gareth Dunlop | 3:26  |
| 4.  | In Love Again     | Colbie Caillat         | 3:31  |
| 5.  | The Way Things Go | Thomas Rhett           | 4:06  |
| 6.  | Borrowed Time     | Thompson Square        | 4:12  |
| 7.  | Lead Me           | Kip Moore              | 3:50  |
| 8.  | Love Is a Liar    | Kacey Musgraves        | 3:15  |
| 9.  | Falling for You   | Lady Antebellum        | 3:54  |
| 10. | Rain from Heaven  | Eric Paslay            | 3:58  |
| 11. | All the Way       | David Nail             | 2:56  |
| 12. | Unchanged         | Eli Young Band         | 3:35  |
| 13. | Sweet Jane        | Cowboy Junkies         | 3:27  |
| 14. | Crossroads        | Phoebe Hoffman         | 4:48  |

## Médiakiadás
A Vissza hozzád 2015. február 3-án jelent meg DVD-n és Blu-ray lemezen. Ugyanekkor jelent meg DVD-n és Blu-Rayen a film "Tears of Joy" kiadása 115 perces játékidővel és alternatív befejezéssel.

## Fordítás
- Ez a szócikk részben vagy egészben  a   The Best of Me (film) című angol Wikipédia-szócikk fordításán alapul.  Az eredeti cikk szerkesztőit annak laptörténete sorolja fel. Ez a jelzés csupán a megfogalmazás eredetét és a szerzői jogokat jelzi, nem szolgál a cikkben szereplő információk forrásmegjelöléseként.